# История Лейдена

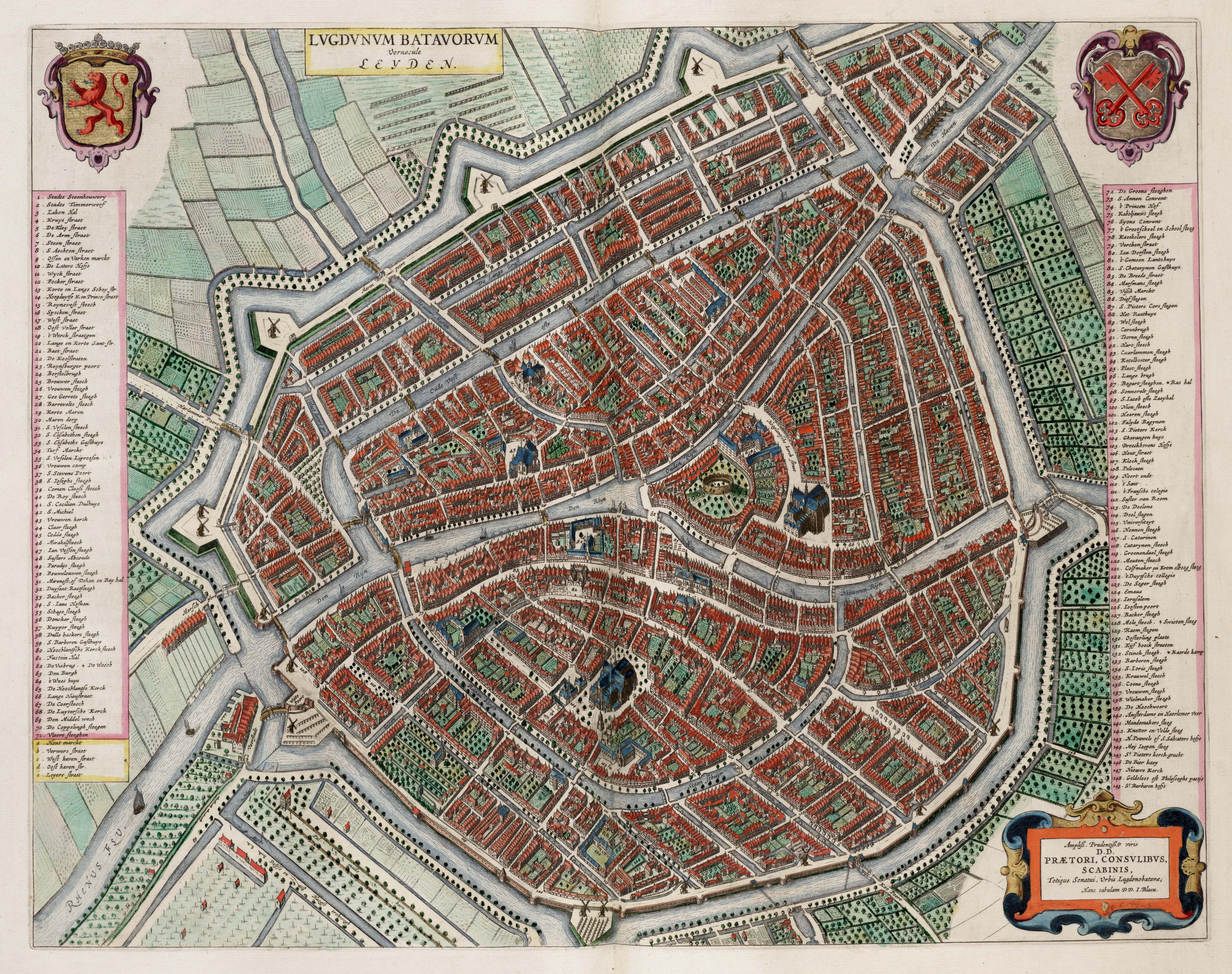
Карта средневекового Лейдена (1649)

История Лейдена насчитывает более 1200 лет. Впервые поселение Leithon, расположенное на месте слияния рек Ауде-Рейн и Ньив-Рейн, упоминается в летописях около 860 года, но ещё во времена Древнего Рима на месте современного города и прилегающих территорий были древнеримские поселения.

## Доисторические времена
Старый эстуарий реки Рейн, располагавшийся к северу от современного, издавна был одним из самых населенных местностей западной части Нидерландов. Древнейшие находки человеческих поселений в окрестностях Лейдена достигают каменного века (ок. 2000 лет до н. э.). В западном районе Лейдена, Стевенсхофи, было найдено поселение людей железного века (около 500 лет до н. э.), Остатки зданий и даже остатки деревянной дороги. В те времена местность вокруг современного города была болотистой, с многочисленными ручьями и реками, которые впадали в Рейн. Здесь трудно было свести большое поселение, люди жили на фермах и занимались преимущественно скотоводством: пойменные луга вокруг идеально подходили для выпаса скота. Также местные жители ловили рыбу в окрестных реках и болотах, охотились на водоплавающих птиц; земледелия через заболоченность местности почти не существовало.

## В составе Римской империи

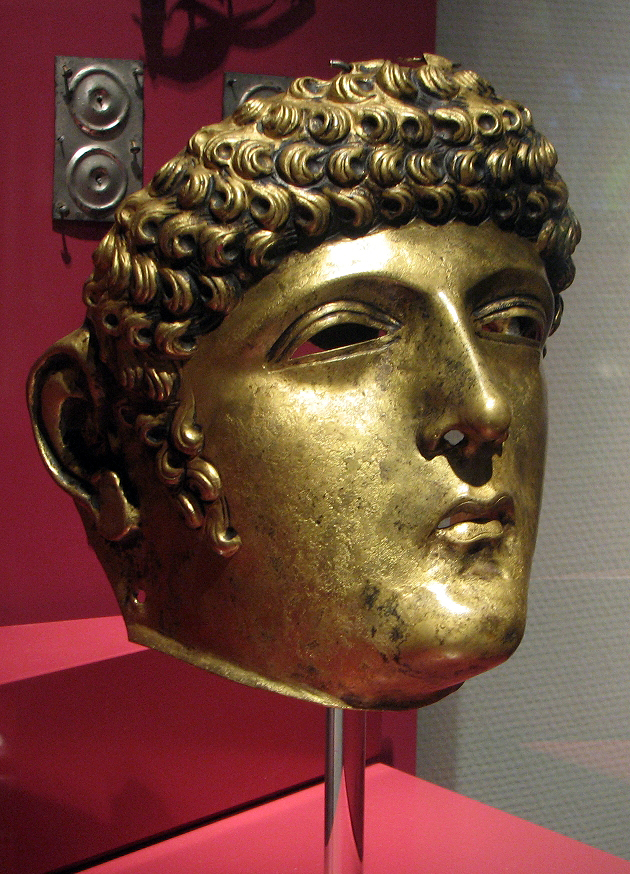
Золотая маска всадника, найденная в окрестностях Лейдена.

В начале I тысячелетия н. е. в этой местности стали появляться сначала германские, а затем римские поселения. Римляне называли местные германские племена кананефатамы (лат. Canenefatae). Упоминанием о тех временах есть маленькая лейденская улица Cananefatenpoort.

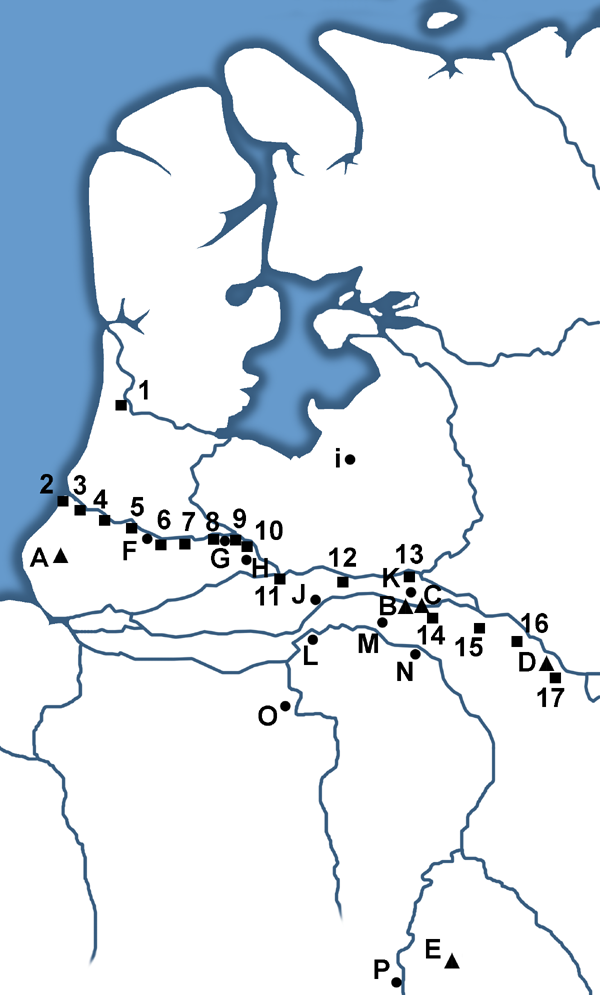
Схема расположения римских фортов вдоль Рейна. № 4 — Матилон, № 2 — Лугдунум Батаворум

В 90 году была образована провинция Нижняя Германия (лат. Germania Inferior) в составе Римской империи. Граница между римскими территориями и территориями германских племен пролегала именно по реке Ауде-Рейн. Для защиты своих границ римляне построили в окрестностях города несколько фортов, так называемых Каструмов . Одним из таких фортов был Lugdunum Batavorum — Лугдунум Батавский (в отличие от Лугдунума на территории Франции — современного Лиона). Со времен эпохи Возрождения этот древнеримский форт ассоциировался с Лейденом — последний фигурировал в официальных документах как Lugdunum. С тех пор Лейденский университет имеет латинское название Academia Lugduno Batava, а также в городе существует местный любительский футбольный клуб LVV Lugdunum. Впрочем, более поздние исследования бесспорно доказали, что Lugdunum Batavorum располагался на северо-западе от Лейдена, вблизи городка Катвейк. На территории современного Лейдена существовал другой древнеримский форт — Матилон, возведенный после 69 года н. е. В форте размещалось около 480 римских легионеров, были возведены укрепления, конюшни и амбары для хранения запасов пищи. У форта располагалось небольшое поселение-Викус (лат. Vicus), где проживало около 500 человек, преимущественно, ветераны, семьи легионеров, ремесленники, торговцы, обслуживающие гарнизон Матилона.
Между 240 и 260 годами римляне оставили Матилон и поселения. В страну пришли новые племена, занявшие заброшенные римские поселения. Форт Матилон использовался как карьер для добычи камня и глины для строительства новых поселений, церквей и укреплений, в частности, Лейденского замка .
В современном Лейдене на месте Матилона и гражданского поселения расположен один из районов города — Ромбюрг. Здесь были сделаны некоторые археологические находки римской эпохи, в частности бронзовая маска всадника и рука от бронзовой статуи римского императора. Обе находки хранятся в местном Государственном музее древностей . На месте собственно форта Матилон с 2013 года функционирует тематический археологический парк.

## Первые упоминания о современном городе
Первое поселение, которое является прямым предшественником современного Лейдена, начинает формироваться у искусственного холма на слиянии Ауде-Рейна и Ньив-Рейна в IX веке. Этот холм был возведен первопоселенцами для защиты от постоянных наводнений, во время которых люди спасались на вершине холма. Позже, около 1000 года, здесь появился укрепления типа «motte and bailey», сам холм был дополнительно увеличен по высоте, склоны укреплены деревянным частоколом. В этом укреплении местные жители оборонялись против набегов норманнов.
Укрепления и поселок напротив холма, на другой стороне Ньив-Рейна впервые упоминаются в летописях около 860 и 922 лет под названием Leithon и, по данным летописей, принадлежали епископу Утрехтскому. Однако более влиятельными и важными в регионе все еще остаются городка Рейнсбюрг (современный район Катвейка) и Керкверве (современный Угстгест).
В 922 году образуется графство Голландия, представители которого впоследствии сыграют огромную роль в истории Лейдена. Долина Рейна была стратегически важным регионом, за который шла постоянная борьба между графами Голландскими и германскими императорами, вассалом которых был епископ Утрехтский.
В 1047 году Лейден захватил и разграбил германский император Генрих III .
В середине XI века граф Дирк IV , а позже его преемник, граф Флорис I укрепляют крепость на холме, который минимум трижды дополнительно насыпался. Примерно тогда же вместо деревянного укрепления возникает каменный, с каменным донжоном внутри, которое впоследствии станет известным как Лейденский замок.
Первый известный бургграф (наместник) замка упоминается в летописях между 1083 и 1103 годами. Точно неизвестно, чьим вассалом — епископа или графов Голландских — был первый бургграф, однако историки склоняются к мнению, что в жестокой борьбе, которая велась за этот регион на рубеже XI и XII веков между епископом Утрехтскому и графами Голландскими, бургграф Лейденского замка был сторонником последних. В конце концов, в 1125 Лейден окончательно переходит под контроль графов Голландских.
Несмотря на нестабильное политическое положение, в Лейдене начинает развиваться торговля. Этому способствует стратегически выгодное расположение города — на слиянии двух судоходных рек. У подножия холма, на котором расположен Лейденский замок, возникает большой рынок. После окончательного закрепления в Лейдене графов Голландских город становится важным в регионе через свою стратегическую значимость и контролем за торговыми путями. Резиденция графов Голландских располагалась в южной части города, вблизи церкви святого Петра . Она занимала довольно много места, в частности здесь были поля, фруктовые сады и даже специально устроена площадка для рыцарских поединков. Остатки старого дома графов Голландских лежат под современной церковью Локхорсткерк.
Около 1200 года была построена новая графская резиденция — Гравенстен, которая является одной из старейших из сохранившихся лейденских зданий. На этот раз, для лучшей защиты здание, которое имело вид башни, строили из камня; в ее нижней части сохранилась старинная кладка, которую можно по размеру легко отличить от более поздней. Дом окружался искусственным рвом, соединенным с каналом Влет. На дне башни располагалась подземная тюрьма. Однако вскоре военное значение башни было потеряно и она начала использоваться как тюрьма. Преступников удерживали в темнице, а для состоятельных людей была так называемая «Рыцарская комната», где их удерживали до выплаты выкупа. Впоследствии, когда графский двор переехал из Лейдена в Гаагу, Башня снова потеряла значение вплоть до 1463 года, когда она перешла в собственность муниципалитета и стала городской и региональной тюрьмой. Также здесь располагался городской суд, а на участке перед Гравенстен выполнялись смертные приговоры. Само здание было надстроенo, к нему пристроили галерею и небольшую башню с винтовой лестницей.
Еще одной достопримечательностью той эпохи является церковь, возведенная набожным и состоятельным графом Флорисом II (правил в 1091—1121 годах) в южной части Лейдена, напротив Лейденского замка. Освящение церкви состоялось в 1121 году; сначала она была посвящена апостолам Петру и Павлу, но с течением времени из ее названия выпалаo упоминание о Павле и церковь стала известной как Питерскерк — церковь святого Петра.
Во второй половине XII века возникла угроза существованию водных торговых путей у Лейдена — дельта Рейна близ городка Катвейк сильно заилилась, вода в реках почти не двигалась. Именно с тех времен берет свое начало создания своеобразной комиссии по водным вопросам и защиты от наводнений — Ватерсхап (нидерл. Waterschap), первая из которых возникла именно в районе Рейнланд, где находится Лейден. В обязанности Ватерсхапа входил контроль над водными ресурсами с помощью системы шлюзов и дамб, создание польдеров. Так, например, эта комиссия организовала в 1253 году строительство комплекса шлюзов в городке Спаарндам вблизи Гарлема. Штаб-квартира комиссии Ватерсхап располагалась в Лейдене.

## XIII—XV века
Около 1200 году городок Лейден располагался южнее слияния рек Ауде-Рейн и Ньив-Рейн. Основная застройка концентрировалась вокруг современной улицы Бреестрат и вдоль Рейна, который тогда был вдвое шире, чем сейчас. Территория вокруг Лейденского замка и к северу от него (территория современного района Лейдена Бинненстад-Норд) не входила в пределы города, здесь преобладали поля и отдельные фермы.
В начале XIII века Лейден и, в частности, Лейденский замок стали эпицентром феодальной войны между графиней Адой Голландской и братом ее отца, Виллемом I Голландским, за право владения графством. Виллем осадил замок, где находилась Ада, и через некоторое время захватил его, заключил Аду и провозгласил себя правителем графства.
Эта война побудила жителей города к укреплению обороноспособности Лейдена. На южной окраине тогдашнего города началось строительство оборонительного рва — Рапенбюрга, который со своим продолжением, Стеенсхууром стал первым оборонительным рвом Лейдена. Строительство закончилось до 1250 года. Однако, строительство оборонительных стен началось лишь века спустя, около 1350 года.
Графы Голландские, до того, как осели в конце XIII века в Гааге, не имели постоянной резиденции, но чаще всего находились именно в Лейдене. Точно неизвестно, когда они предоставили Лейдене так называемое «право города», но по последним исследованиям это произошло в начале XIII века или даже чуть раньше. В 1266 году граф Флорис V(1254—1296) подтвердил это право и дал ряд других. «Право города» позволяло городу иметь собственную гражданскую администрацию, судопроизводство, налогообложение, рынок, склады для хранения товаров, собственные монеты и тому подобное. Жители, в частности, получали определенную свободу по сравнению с крестьянами, которые зависели от феодала. Также город получал право на строительство городских стен. Благодаря получению таких прав Лейден быстро становится административным, судебным и экономическим центром региона Рейнланд. Население, в 1250 году составляло около 1250 человек, начало медленно, но уверенно расти. С увеличением жителей город начал расширять свои границы. Впервые это произошло около 1300 года, затем в 1355 году, когда в состав Лейдена вошло село Маредорп (современный участок Маредорп в районе Бинненстад-Норд) и северной границей города стал канал Ауде-Вест, и в 1386 году.
Дальнейшее экономическое развитие города привел к возникновению промышленности. К Лейдену стекались и оседали там мастера со всему регионa. Основной движущей силой для развития экономики стала текстильная промышленность. Ее стимулировали как графы Голландские, которые переманивали в город мастеров с Фландрии и Брабанта, так и ткачи из города Ипр, которые бежали в Лейден после Великой чумы 1347—1350 годов. Ткани и одежда лейденского производства экспортировались в другие регионы Нидерландов, а также в Прибалтикy и Германию. Кроме мастеров различных профессий в городе оседали английские и немецкие купцы, итальянские банкиры. Около 1500 года в Лейдене проживало примерно 13 000 человек, что делало его крупнейшим городом графства Голландия.
В 1390 году на месте графской часовне св. Петра началось строительство приходского собора (современная церковь Питерскерк), которое закончилось только в 1565 году. С тех пор апостол Петр, который держит ключи от Рая, становится небесным покровителем Лейдена, а его ключи изображены на городском гербе. Тогда же возникает и неофициальное название Лейдена — Ключевое город (нидерл. Sleutelstad). Пасторами церкви св. Петра стали, по приглашению графа Флориса V, представители Тевтонского ордена. Остатки их штаб-квартиры, включая кухню и столовую, сохранились в доме по улице Клокстег, 23-25 (Kloksteeg). В Средневековье эта местность была сравнительно незастроенной, поэтому кроме зданий Ордена, здесь был большой сад или двор и виноградник, принадлежащие тевтонцев. Упоминание о тех временах осталась в названии прохода Commanderijpoort, ведущей из соседней улице Herensteeg к бывшему имению.
В XII—XIII веках (точная дата неизвестна) в Лейден с Рейнсбюрга переместится региональная ярмарка, которая расположится у моста через Рейн, а позже заняла весь южный берег Ньив-Рейна. В общем, право торговать на рынке имели только лейденцы, но по субботам ворота города были открыты для всех торговцев со всех уголков региона. Со временем рынок простирался все дальше и дальше вдоль южного берега Ньив-Рейна; появились отдельные площади, где торговали отдельными товарами: на Ботермаркте (Botermarkt) торговали молочными продуктами, на Фисмаркте (Vismarkt) и на мосту Фисбрюг (Visbrug) — рыбой, на Боммаркте (Boommarkt) — цветами и древесиной. В XIV-XV веках рынок распространился и на северный берег Ньив-Рейна, здесь торговали преимущественно фруктами и овощами. Названия площадей и мостов сохранились и по сей день, а рынок в Лейдене до сих пор функционирует на старом месте по средам и субботам, хотя строгого распределения товаров по местам торговли уже нет. Также в средневековом Лейдене по пятницам функцировал рынок скота, его местонахождение время от времени менялось. Дважды в год в городе устраивала большая ярмарка, один раз, возможно, с 1125 года, второй — с 1303. Эти ярмарки продолжались несколько дней и имели ярко выраженный карнавальный характер.
В 1420 году, во время так называемой Войны крючков и трески, герцог Баварский Иоганн III двинулся с войском из Гауди на Лейден, чтобы взять город, руководство и патриции которого поддерживали партию «крючков». Бургграф Филипп ван Вассенар решил, что герцог сначала пойдет на штурм Лейдена, а затем — других укреплений вокруг, однако Иоганн сделал иначе. Его армия была вооружена пушками, которые полностью уничтожали стены и ворота цитаделей. В течение только одной недели герцог Иоганн взял штурмом замки Пулгест, Тер Дус, Хойхмаде, где Зейла, Тер Вард, Вармонд и Падденпул. 24 июня его армия появилась под стенами Лейдена. 17 августа 1420, после двухмесячной осады город сдался герцогу Иоганну. Филипп ван Вассенар был лишен всех прав и провел последние годы своей жизни в плену.

## XVI век. Экономический кризис и Нидерландская революция
В конце XV века экономика Лейдена, в частности, текстильная промышленность, вошли в фазу стагнации. Многочисленные феодальные и гражданские войны и появление на рынке сильных конкурентов — Англии и Фламандского Брабанта — вызвали тяжелый экономический кризис, особенно после 1530.
Одновременно с этим, католическая церковь, которая была связующим звеном между всеми аспектами средневековой жизни, находилась в глубоком кризисе, вызванном Реформацией . В стране быстро росло число сторонников идей Лютера и Кальвина . Особым фанатизмом отличались анабаптисты, один из лидеров которых, Иоанн Лейденский, родился именно в Лейдене, в 1510 году. Даже в более умеренных граждан приверженность к католицизму упала из разительного контраста между зажиточностью официальной церкви и растущим обнищанием населения. Показательным является тот факт, что когда после шторма 5 марта 1512 рухнула 110-метровая колокольня церкви св. Петра, главной церкви Лейдена, ее так никогда и не восстановили.
С другой стороны, на рубеже XV—XVI веков в Лейдене начало активно развиваться изобразительное искусство, в частности, живопись и графика . Появились такие известные мастера как Лука Лейденский, Корнелис Енгебрехтзоон и Артген Лейденский.

## Осада Лейдена

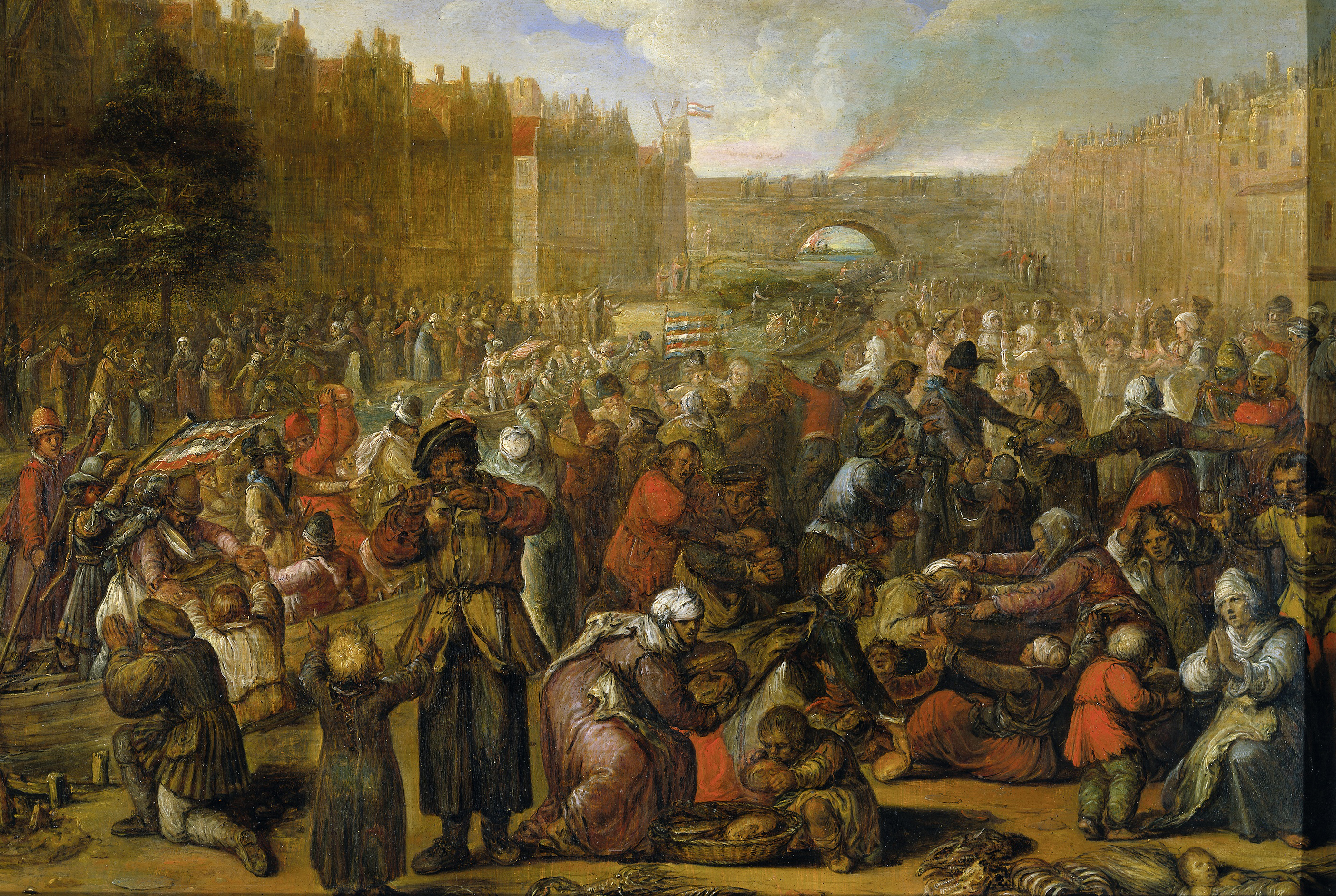
Снятие осады Лейдена

В 1556 году, в результате династического распределения Священной Римской империи территория Нидерландов, в частности, графства Голландия, оказались под властью Испанской империи. Социальные и религиозные разногласия между голландцами и испанцами привели к т. н. Восьмидесятилетней войне, которая закончилась Нидерландской революцией. В 1572 году жители Лейдена взяли сторону повстанцев- гезов . В 1573 году испанская армия впервые осадила город, но в Лейдене были большие запасы оружия и продовольствия, и город обороняла повстанческая армия, к тому же Вильгельм Оранский послал дополнительные силы для спасения города. Испанцы оставили окраины города, однако вернулись в следующем году. 26 мая 1574 началась вторая, четырехмесячная осада Лейдена, который к тому времени уже был значительно истощен войной, запасов пищи хватало только на два месяца, а повстанческая армия потерпела поражение. Через несколько месяцев в городе начался голод, жители даже требовали капитуляции, но бургомистр, Питер ван дер Верфь, верил в то, что помощь придет и решил защищать город. Для снятия осады лейденцы взорвали дамбы и затопили окрестности города, чтобы к его стенам смог подойти повстанческий флот. 1 октября корабли повстанцев двинулись морем на Лейден, а 3 октября осада была снята. С тех пор 3 октября является главным городским праздником Лейдена, на которое, в частности, утром муниципалитет раздает бесплатно белый хлеб и селедку, т. н. гюцпот (ее, по легенде, нашли в заброшенном испанцами лагере голодные лейденцы).
В качестве награды за храбрость Вильгельм позволил 1575 открыть в Лейдене университет, ставший первым в Нидерландах. По легенде, Вильгельм предложил гражданам два варианта награды: открытие университета или снижение налогов, и лейденцы выбрали именно университет. Еще одним интересным фактом является то, что во время осады Лейдена впервые в Европе были применены бумажные деньги: серебра на чеканку денег не было, поэтому их заменили специально проштампованные листы с молитвенников.

## XVII века. Золотая эра Нидерландов

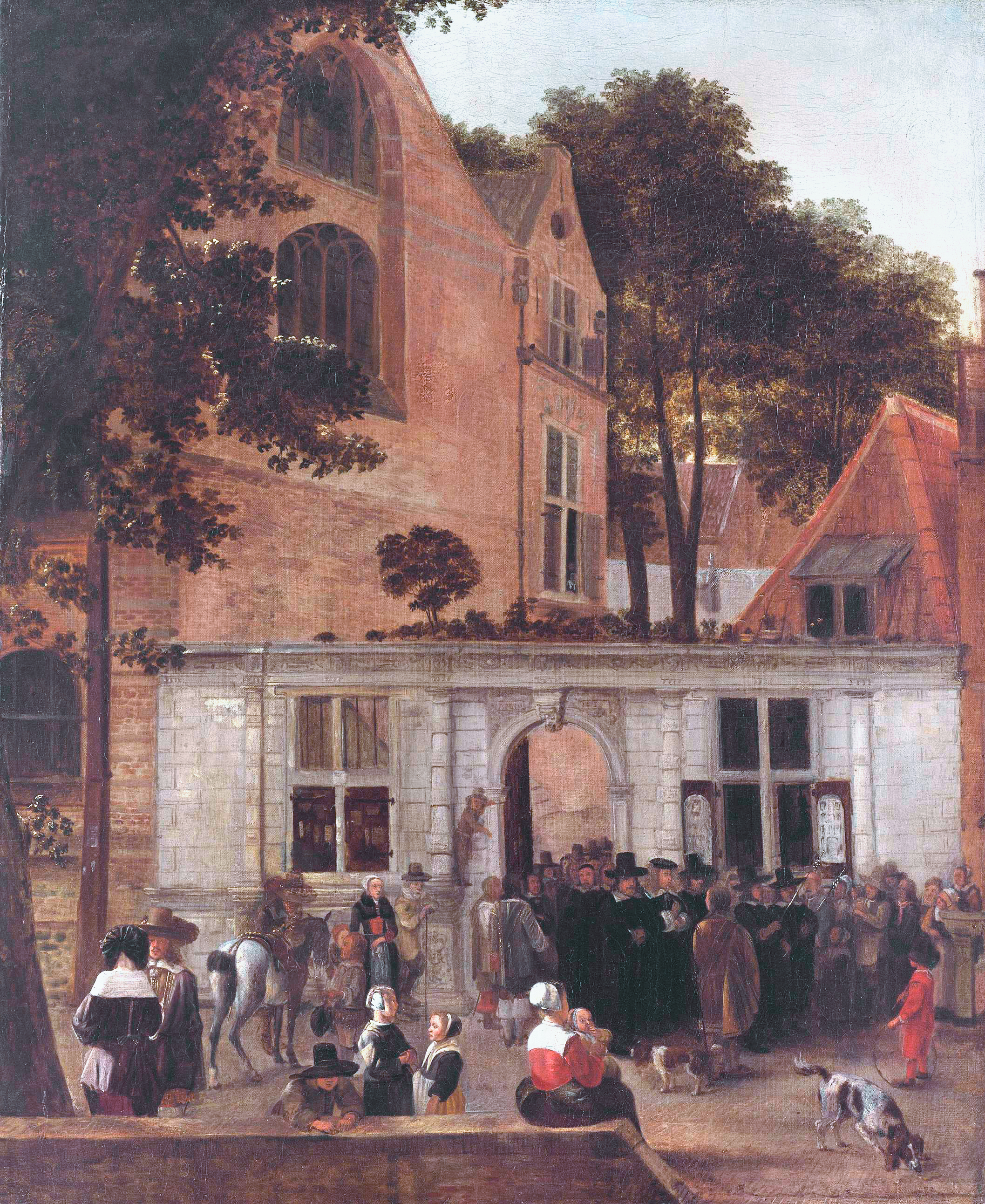
Выпускная церемония в Лейденском университете (ок. 1650)

После победы революции и образования Нидерландской республики, в Лейдене начался экономический и культурный подъем. Значительную роль в этом сыграл университет, который, благодаря относительно толерантной атмосфере, которая царствовала в Нидерландах, быстро развился в один из важнейших учебно-научных центров Европы. Из соседних стран сюда приезжали работать и преподавать выдающиеся ученые того времени, некоторые из них были протестантами и не могли работать в родной стране. В Лейден приезжают французский ученый и гуманист, основатель современной исторической хронологии Жозеф Скалигер, немецкий филолог и переводчик Иоганн Фридрих Гронов, философ из южных Нидерландов (современная Бельгия) Липсий. В Лейденском университете учились студенты со всех уголков Европы, от Исландии до Румынии и Марокко. В 1596 г. при университете открылся один из первых в Европе анатомических театров. С 1594 года у главного здания университета действует старейший в Нидерландах ботанический сад, где много лет работал главный ботаник и натуралист тех времен — французский ученый Карл Клузиус . Именно он посадил в Лейденском ботаническом саду первые в Нидерландах тюльпаны, благодаря тому, что эти цветы способны приспособиться к прохладному европейского климату, и, фактически, начав известную голландскую «тюльпаноманию». С 1601 г. перед входом в саду растет дерево Laburnum anaguroides (Золотой дождь обычный), посаженное самим Клузиусом.
В 1581 году в город переселились печатники Эльзевиры, которые начали и широко развили печатное дело в Лейдене. Так, в 1637 году в Лейдене впервые напечатали философскую работу Рене Декарта «Рассуждение о методе», а также широко печатали различные научные трактаты, в частности, «Диалог» Галилео Галилея.
Революция сделала Нидерланды одной из крупнейших протестантских стран. Сюда начали активно переселяться протестанты из соседних стран и регионов. Первая волна беженцев была из католических регионов Фландрии и Валонии. Эти переселенцы оказали значительное влияние на повторный расцвет текстильной промышленности в Лейдене: во-первых, они принесли с собой новые товары, технологии производства тканей и капитал, а во-вторых, многие из них был хорошими мастерами-ткачами, а другие стали дешевой рабочей силой. Большинство этих франкоязычных переселенцев поселились в районе современной улицы Харлеммерстраат.

## Музей американских пилигримов в Лейдене
С развитием текстильной промышленности увеличивалась потребность в наемных работниках, поэтому вскоре началась вторая волна переселенцев в Лейден. На этот раз это были десятки тысяч немцев- лютеран, которые, спасаясь от религиозных войн в Германии, создали в Лейдене целую немецкую диаспору. Они поселились у церкви святого Панкратия, где впоследствии появилась лютеранская церковь, и севернее канала Ауде-Вест, где до сих пор существует старая немецкая церковь, которая была возведена 1644 и где в 1744 шли службы немецком языке.
В 1609 году в Лейдене поселились английские пуритане, бежавшие из Англии в протестантские Нидерланды. Небольшая сначала община, которая жила возле церкви святого Петра, со временем выросла и насчитывала около 300 человек. Весной 1620 они отправились в долгое путешествие к Северной Америки, с целью поселиться в колониях . Именно этих людей, прибывших в Новой Англии на корабле «Мейфлауэр» американцы называют «отцами-пилигримами» . Некоторые из пуритан остались в Лейдене и со временем смешались с коренным населением.
После снятия осады Лейдена 1574 в городе насчитывалось около 15 тыс. жителей, к 1622 их было уже 45 тыс., А около 1670 — 63 тыс., Несмотря на сильные эпидемии чумы 1635, 1655 и 1664, которые унесли около 35 тыс. . жизней. Во второй половине XVII века Лейден был вторым по населению городом Нидерландов после Амстердама . В этом же веке, впервые за 200 лет, город начал расти и по площади — в 1611, 1644 и 1659 годах. Кроме многочисленных домов, где жили рабочие, в центре города начали появляться престижные каменные строения.
В эти времена городские власти проводят ряд реформ, в частности, в области социального обеспечения, здравоохранения и регулирования общественного пространства города. Расцвет промышленности также стимулирует развитие искусства, в частности, появляются такие мастера как Рембрандт , Ян Ливенс , Герард Доу , Гойен и Ян Стен .

## XVIII век — начало XIX века

### Кризис
После 1672 года в текстильной промышленности Лейдена начинается очередной экономический спад, вызванный, во-первых, укреплением рыночных позиций Франции, во-вторых — высокой себестоимостью продукции, на которую влияли высокие зарплаты рабочим, вызванные, в свою очередь, высокой стоимостью проживания в городе. Постепенно производство стали переносить в более дешевые по затратам регионов, таких, как Тилбург и Твенте . Экономический спад повлек увеличение безработицы, рост числа бедных и, вследствие этого, быстрое уменьшение населения города. На рубеже XVII-XVIII веков в Лейдене проживало от 10 до 28 тыс. человек, четверть из которых были за чертой бедности и выживали только за счет благотворителей.
В общем, в течение XVIII века из Лейдена в поисках лучшей доли выезжало больше людей, чем приезжало. Впрочем, были и новые поселенцы: беженцы из Германии, в частности, евреи, бежавшие от антисемитских преследований. Первым официальным евреем-гражданином Лейдена стал 1714 Филипп Аронс, а по состоянию на 1737 в городе проживало уже 125 евреев. В 1719 году на канале Витте Сингел выделили площадь под еврейское кладбище (перенесенное в 1758 году в Катвейк), 1723 в Лейдене появилась первая синагога, позже была организована школа для еврейских детей. В 1796 году, во времена Батавской республики, нидерландские евреи получили полные гражданские права.
Упадок города, совпавший по времени с социально-экономическим кризисом в Нидерландской республике, имел единственный положительный результат — за сложной экономической ситуации в городе в XVIII—XIX веках почти не проводились большие градостроительные проекты, поэтому Лейдену удалось сохранить почти в неприкосновенности старый город, застроенный преимущественно в XVI—XVII веках. Исторический центр Лейдена является вторым по площади в Нидерландах после Амстердама.

### Газета «Nouvelles Extraordinaires de Divers Endroits»
В 1660—1680-х годах (точная дата неизвестна) гугенотская семья Де ла Фон (de la Fonts) основала в Лейдене франкоговорящую газету Nouvelles Extraordinaires de Divers Endroits («Экстраординарные новости из разных мест»), а в 1738 году издание перешло к другой семьи гугенотов — Люзака. В середине XVIII века эта ежедневная газета, неофициально называли также Лейденского газетой, стала одним из самых влиятельных печатных изданий того времени. Газета занимала жесткую позицию противника абсолютной монархии и сторонника демократических реформ, парламентаризма и веротерпимости. Она освещала различные политические события, в частности, Американскую и Французскую революции, принятие Конституции в Речи Посполитой и др. Тираж газеты достигал нескольких тысяч экземпляров, которые можно было встретить во всех уголках Европы, от Мадрида до Москвы и Стамбула, а также в Соединенных Штатах Америки . Президент США Томас Джефферсон назвал газету «лучшей в Европе». Впрочем, газета прекратила существование 23 апреля 1798, через три года после вторжения в Нидерланды французской армии . Одной из причин закрытия издания была критика со стороны газеты революционного террора во Франции.

### Катастрофа 1807

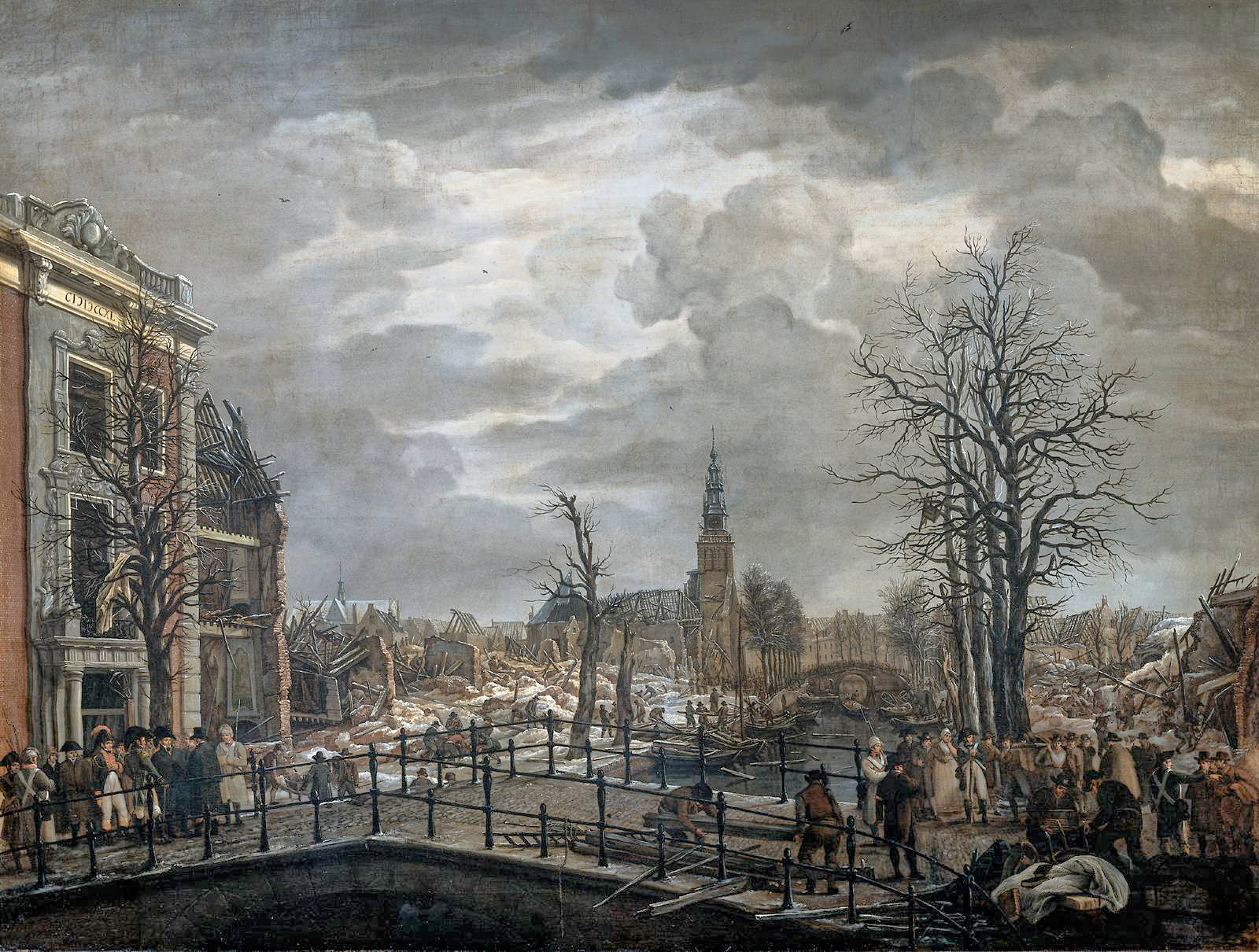
Канал Рапебюрг в Лейдене 15 января 1807. Художник Карел Лодевейк Хансен

12 января 1807 в Лейдене произошла крупная катастрофа: баржа, которая везла в Делфт около 17400 кг пороха, подорвалась в центре города от случайной искры (по одной из версий, моряки начали готовить пищу на открытом огне прямо на палубе). 151 человек погиб, более 2000 были ранены, 220 домов разрушено пожаром, который начался от взрыва, сотни домов повреждены разлетевшимися обломками. В спасательных мероприятиях принял участие сам король Людовик I Бонапарт, По инициативе которого по всей стране начали собирать пожертвования для пострадавших от взрыва (кстати, это был первый общенациональный благотворительный сбор средств). Место кварталов, уничтоженных взрывом, долгое время оставалось пустым, через которое получило название Великой Руины с южного берега канала, и Малой Руины — с северо. В 1859 году на месте Малой Руины появились здания университетских лабораторий, а на месте Великой Руины в 1886 году устроили парк Ван Дер Верфь.

## XIX век — 1-я половина XX века
В начале XIX века в городе проживало около 27 тыс. человек.
После 1815 года начался очередной этап развития Лейдена и текстильной индустрии в частности. Те времена характеризовались началом общеевропейской индустриализации, толчком к которой стало изобретение и усовершенствование парового двигателя . В ноябре 1816 Ян ван Хейкелом (Jan van Heukelom) впервые в Северных Нидерландах применил паровой двигатель в текстильной промышленности. Это примечательное событие произошло именно в Лейдене, о чем свидетельствует мемориальная доска на доме по улице Заменхофстрат (Zamenhofstraat) — на этом месте располагалась текстильная фабрика Ф. ван Леливельда. Использование парового двигателя значительно уменьшало объем ручного труда, поэтому в первой половине XIX века в Лейдене одна за другой начали возникать текстильные фабрики, большинство из них располагалась на северной и восточной окраинах города. На улице Хогевурд (Hogewoerd) сохранилось здание старой паровой фабрики, построенное в 1830-х годах. Для фабрик преимущественно возводили новые, приспособленные здания, но иногда фабрики располагались в старых зданиях. Так, на улице Корте-Маре сохранился комплекс из нескольких зданий XVII века, где с 1835 года действовала паровая фабрика одежды.
Кроме текстильной промышленности в Лейдене начали возникать другие производства, в частности, металлургия. Так, на месте современного парка Анкерпарк (Ankerpark) у городских ворот Зейлпорт была Королевская Нидерландская кузница (нидерл. Koninklijke Nederlandse Grofsmederij). Этот завод стал одним из первых в стране акционерных предприятий; одним из акционеров, в частности, был король Виллем I. Первой продукцией завода стали рельсы для первой в Нидерландах железной дороги Амстердам-Гарлем. Впоследствии завод перешел на выпуск якорей и корабельных цепей, также выпускал трубы и крышки для городских водостоков. Здесь в 1845 году работало около 130 рабочих, в 1895 году — 290, а в 1961 году — около 700. В 1970-х годах завод закрылся, от него остался только фундамент заводского дымохода в парке, название которого напоминает о промышленном прошлом этого района (слово Anker означает «якорь»).
В 1842 году была проложена железная дорога от Лейдена до Гарлема, в следующем году — в Гаагу, 1878 года — до Утрехта и Вурдена . Это в определенной степени стимулировало развитие города. Кроме железнодорожного сообщения в Лейдене также продолжали пользоваться водными путями, а в 1850-х годах баржи заменили пароходами, которые перевозили людей, скот и товары между Лейденом, Амстердамом, Гауди , Алфен-ан-ден-Рейном и другими городами.
В 1848 году в городе открылась Городская газовая фабрика, которая впоследствии превратилась в городскую ТЭС. Это была первая муниципальная энергетическая компания в Нидерландах. Она обеспечивала газовым освещением улицы города, жилые дома и, самое важное, фабрики, с этого времени не зависели от естественного освещения и могли работать дольше. С 1907 года компания начала производить и электричество. По состоянию на 2015 год она остается единственным промышленным предприятием, действующим в пределах старого города.
В 1848 году Лейден ещё раз вошел в историю Нидерландов: в апреле того года Йохан Рудольф Торбеке, в своем доме на площади Гаренмаркт, № 9, сформулировал новую редакцию Конституции Нидерландов, по которой в стране начинался парламентаризм.
В 1866 году в городе вспыхнула последняя крупная эпидемия холеры, в результате которой 1868 года было возведено здание нового университетского госпиталя (сейчас в ней расположен Музей этнологии).
Интересно, что именно холера вызвала развитие новой отрасли промышленности в Лейдене — консервной. В 1877 году в городе открылась первая консервная фабрика на улице Мидделстеграхт (Middelstegracht), которая просуществовала до 1955 года. За ней начали открываться еще несколько фабрик.
В конце XIX века в Лейдене открылась большая мельница. Для производства муки здесь использовалась новейшая техника тех времен. По состоянию на 1959 пятая часть хлебных изделий в стране изготавливалась из лейденской муки.
Во второй половине XIX века началось развитие скотоводства. В Лейдене, который оставался торгово-экономическим центром региона, действовал один из крупнейших в Нидерландах рынков скота. С 1619 года этот рынок базировался на площади Беестенмаркт (Beestenmarkt), которая получила свое название именно благодаря рынку. С развитием скотоводства места на площади для всех торговцев не хватало, поэтому 1863 был засыпан соседней канал Ейзерен грахтам (Ijzeren Gracht) и на его месте в 1879 году создана новая торговая площадь Ньив-Беестенмаркт (Nieuwe Beestenmarkt, укр. Новый рынок скота). В начале XX века в торговых площадей присоединилась и соседняя площадь Ламмермаркт (Lammermarkt). Вблизи рынка также действовали рынки сыра, масла, овощей и цветов.
Развитие промышленности и торговли обусловило открытие в городе банковских учреждений. В 1880 году в городе действовали 4 банка, в 1897 году — уже 12.
В 1879 году в Лейдене появилась конка, в 1881 году — паровой трамвай, а в 1911 году — электрический. Большая трамвайная сеть связывала Лейден как с соседними городами Ворсхотен , Катвейк и Нордвейк, так и с Гаагой и Гарлемом.
1883 Лейден негативно прославился в нидерландской прессе: полиция задержала Марию Сваненбург, «Лейденскую отравительницу» — серийную убийцу, которая убила 27 человек и подозревалась в убийстве еще девяноста.
В 1880-х годах город оказался переполненным — население росло, а фабрики требовали больше места, поэтому началось очередное расширение границ города за счет соседних муниципалитетов Лейдердорп , Зутервауде и Угстгест. Население выросло до 50 000 человек в 1900 году.
С 1 августа 1902 года в Нидерландах начал действовать так называемый «Закон о жилье», который стимулировал строительство социального жилья. В Лейдене первые такие дома появились в 1907—1912 годах на улице Катрейнестраат (Cathrijnestraat). Эти дома начали перестройку этого района, где до этого были бедные трущобы Лейдена.
Зимой 1929 пожар почти уничтожил городскую ратушу, остался только фасад, выходящий на Бреестраат. При восстановлении ратуши было разрушено ряд домов на соседней площади Фисмаркт, для создания дополнительного пространства. 1936 года ратушей и зданием городских весов возводится здание крупного торгового центра в стиле модерн.
Весной 1940 года Нидерланды были оккупированы нацистами . Вскоре нацистская Германия начал проводить в Нидерландах свою антисемитскую политику. Многие лейденцив протестовали против нее. Так, 26 октября 1940 профессор права Рудольф Клеверинга выступил с речью в защиту евреев и, в частности, своих коллег-преподавателей, которых уволили с работы из-за их национальности. Летом 1941 года Клеверинга был арестован нацистами. Студенты Лейденского университета начали забастовку против респресий, но это привело к закрытию университета (открылся в сентябре 1945 года). Многие студентов и преподавателей вступило в Движение Сопротивления.
В 1942 году началась массовая депортация нидерландских евреев в концлагеря. 17 марта 1943 оккупационная власть арестовала почти всех евреев Лейдена, среди которых была и 51 ребенок из Еврейского детского приюта. Их всех вывезли в концлагеря Собибор и Аушвиц, где почти все они погибли. После этой акции выжило лишь несколько лейденских евреев.
9-10 декабря 1944 Лейден был значительно поврежден бомбардировками союзников, которые пытались уничтожить железнодорожную инфраструктуру города. 9 декабря бомбы разрушили район возле Центрального вокзала. Одной из незаметных, но трагических памятников войны в этом районе является адресная табличка с названием уничтоженного во время бомбардировок переулке Хаверзаклаан (Haverzaklaan) на одном из домов по улице Stationweg . Во время бомбардировки погибло около 50 человек. На следующий день, 10 декабря, авиация бомбила район станции Херенсингел в северо-восточной части города. В общем, последняя зима войны была очень тяжелой для лейденцив: кроме сильных морозов, в городе начался голод.
5 мая 1945 нацистские войска в Нидерландах капитулировали.

### Развитие науки и культуры
Во второй половине XIX века Лейденский университет становится настоящим научным центром Европы. Здесь читают лекции ведущие ученые того времени. В 1859 году на канале Стеенсхуур строится большое помещение для университетских лабораторий — физической, химической, анатомической и физиологической. В этих лабораториях работало много выдающихся ученых, в частности, Камерлинг-Оннес, который именно здесь получил жидкий гелий и открыл сверхпроводимость металлов, Лоренц и Зееман, которые исследовали магнетизм и радиацию , Эйнтховен, который изобрел электрокардиографию .
В 1860 году в Лейденском ботаническом саду сооружается новая обсерватория. Позже здесь работали такие известные ученые как Виллем де Ситтер, Ян Оорт, Герцшпрунг, Якоб Каптейн .
В 1831 году ученый Филипп Франц фон Зибольд, который собрал большую коллекцию японских и китайских раритетов, открывает ее для публики, учреждая таким образом первый музей Лейдена — Museum Japonicum, предшественник Государственного музея этнологии. На основе коллекций Лейденского университета впоследствии возникают другие музеи, в частности, Государственный музей древностей, Натуралис и Музей Бургаве.
В XIX веке в городе начинают возникать образовательные учреждения для малоимущих слоев населения. При благотворительных образовательных организациях действуют специализированные курсы для взрослых, в частности, финансов и сбережений, вязание, хорового пения и т. п., а также бесплатные библиотеки. С 1854 года проводятся регулярные научные лекции для всех желающих. В 1857 году был принят Закон об образовании, следствием которого стало открытие в Лейдене в течение следующих пятнадцати лет значительного количества школ, среди которых были и школы для девушек. В 1853 году открылась первая в городе школа с дополнительными уроками физкультуры. Также с 1878 года действовала специальная школа для подготовки моряков, здесь учились около трех сотен мальчиков. Параллельно начинает развиваться выше и специализированное образование: кроме Университета, открывается гимназия, которая дает полное среднее образование, нидерл. Practische Ambachtsschool) с техническим уклоном; для девушек действуют Высшая городская школа (гимназия, где преподают иностранные языки, экономику, науки) и несколько школ домашнего хозяйства, которые готовят квалифицированную прислугу.
С 1705 года в Лейдене действует городской театр, один из старейших в Нидерландах. Современное здание театра построено в1865 году и располагается на канале Ауде-Уэст, на севере центральной части города. Также в центре города с 1826 года функции городской концертный зал, его современное здание, третья с момента открытия, возведенная 1891 года.
В 1836 году в Лейдене открылся первый городской парк Плантсун (Plantsoen).
С 1886 года в городе начали ежегодно, 3 октября, проводить городской праздник — снятие осады Лейдена. По замыслу городских властей этот праздник имел с одной стороны стимулировать патриотизм и национальное сознание как противовес растущего социального дисбаланса, с другой — создать культурную замену ежегодной летней ярмарки которая, отличалась многочисленными случаями хулиганства, бесчинств и преступлений против личности. Летнею ярмарку окончательно запретили уже в 1910 году.
1897 года в Лейдене состоялся первый кинопоказ, а уже в 1909 году открылся первый постоянный кинотеатр Imperial (позже переименован в Luxor) на канале Рейнсбюргерсингел (Rijnsburgersingel, современная улица Stationsweg).

### Искусство
Во второй половине XIX — начале XX века в Лейдене появляется ряд ярких художников. Это Тео ван Дусбург (1883—1931), основатель арт-объединения «Стиль» и художественного направления «неопластицизм», Флорис Верстер (1861—1927), основоположник нидерландского авангарда, художник и дизайнер Харм Камерлинг-Оннес (1893—1985) и многие другие.

## Послевоенное время и современность
После Второй Мировой войны началось восстановление города. Особенно остро стоял жилищный вопрос: еще до войны назрела проблема нехватки достаточного количества жилья для рабочих слоев населения, а бомбежки во время войны разрушили много жилых зданий. Городские власти приняли решение строить социальное жилье. 
Сначала это были дуплексы — дома на две семьи, в 1950-х годах появились первые многоквартирные блочные дома, а в 1960-х годах — многоквартирные дома галерейного типа. Впрочем, такое жилье преимущественно строилось в жилых участках вне исторического центра города. В 1958 году в Лейдене появилась первая жилая десятиэтажка, однако квартиры в ней были рассчитаны преимущественно на средний класс. Традиционный способ строительства постепенно исчезал, вместо него появлялись блочные дома, построенные из панелей фабричного производства.
В 1960-х годах прошло очередное расширение городских границ, появились новые жилые массивы, одновременно для них создавалась инфраструктура — школы, магазины, парки и тому подобное.
В середине 1980-х годов из города исчезли почти все традиционные отрасли промышленности. Фабрики закрывались и / или переносились за пределы города. Это повлекло за собой всплеск безработицы, однако городские власти, стимулируя развитие медицины и образования, создали много новых рабочих мест. С 1990-х годов Лейден фокусируется на науке, в частности, биотехнологиях . В 1985 году был заложен Академический бизнес-центр, который со временем разросся до Лейденского Парке бионауки — одного из крупнейших в Европе научных кластеров, который состоит из научно-исследовательских учреждений, Центра биоразнообразия «Натуралис», университетских лабораторий и предприятий, занятых в сфере биотехнологий .
В 1980-х годах началось строительство нового медицинского центра, первая стадия завершилась 1985 года, а в 1996 году при участии королевы Беатрикс открылся новый городской госпиталь, который впоследствии получил название Лейденского университетского медицинского центра. По состоянию на 2007 год здесь работало около 6500 работников. При медицинском центре открылось новое здание медицинского факультета Лейденского университета, с лабораториями, комнатами для практических занятий и анатомическим театром.
В 1991—1995 годах было построено новое здание Центрального железнодорожного вокзала, который занял пятое место в стране по пассажиропотоку. У вокзала вырос деловой квартал из современных офисных зданий, гостиниц и различных заведений.
С 1990-х годов Лейден является значительным культурным центром, здесь проводятся многочисленные местные, национальные и международные фестивали и соревнования. Также со временем растет туристическая привлекательность города.